# Liste der Monuments historiques in Contrexéville
Die Liste der Monuments historiques in Contrexéville führt die Monuments historiques in der französischen Gemeinde Contrexéville auf.

## Liste der Immobilien
| Bezeichnung           | Beschreibung                                           | Standort                           | Kennzeichnung | Schutzstatus | Datum | Bild           |
| --------------------- | ------------------------------------------------------ | ---------------------------------- | ------------- | ------------ | ----- | -------------- |
| Bahnhof Contrexéville | Zwischen 1928 und 1933 gebaut, Entwurf Max Sainsaulieu | 242 avenue du Roi-Stanislas (Lage) | PA88000050    | Inscrit      | 2013  |                |
| Kirche St-Epvre       | Chorturm, zweite Hälfte des 12. Jahrhunderts           | 44 rue Cardinal Bourne (Lage)      | PA00107121    | Classé       | 1926  | weitere Bilder |

## Liste der Objekte
| Bezeichnung                                           | Beschreibung                                 | Standort                                          | Kennzeichnung | Schutzstatus | Datum | Bild |
| ----------------------------------------------------- | -------------------------------------------- | ------------------------------------------------- | ------------- | ------------ | ----- | ---- |
| Skulptur Christus in der Rast                         | Kalkstein, 16. Jahrhundert                   | in der Kirche St-Epvre (Lage)                     | PM88001303    | Inscrit      | 2007  |      |
| Skulptur heilige Magdalena                            | Stein, 16. Jahrhundert                       | in der Kirche St-Epvre (Lage)                     | PM88000155    | Classé       | 1964  |      |
| Beichtstuhl                                           | Holz, 18. Jahrhundert                        | in der Kirche St-Epvre (Lage)                     | PM88000158    | Classé       | 1967  |      |
| Skulpturengruppe Maria und Johannes                   | Stein, 16. Jahrhundert                       | in der Kirche St-Epvre (Lage)                     | PM88000156    | Classé       | 1964  |      |
| Zwölf-Apostel-Retabel                                 | Kalkstein, 16. Jahrhundert                   | in der Kirche St-Epvre (Lage)                     | PM88000160    | Classé       | 1977  |      |
| Skulpturengruppe Der heilige Joseph mit dem Jesuskind | Kalkstein, 1670                              | in der Kirche St-Epvre (Lage)                     | PM88001188    | Classé       | 2008  |      |
| Gemälde zu Ehren der Kämpfer des Ersten Weltkriegs    | Ölfarbe auf Leinwand, 1923 von Maurice Denis | in der Kirche St-Epvre (Lage)                     | PM88001189    | Classé       | 2008  |      |
| Pietà                                                 | Kalkstein, 1670                              | in der Kirche St-Epvre (Lage)                     | PM88001187    | Classé       | 2008  |      |
| Skulptur Heiliger Rochus                              | Stein, 16. Jahrhundert                       | in der Kirche St-Epvre (Lage)                     | PM88000154    | Classé       | 1964  |      |
| Skulptur Heiliger Aper                                | Stein, 16. Jahrhundert                       | in der Kirche St-Epvre (Lage)                     | PM88000157    | Classé       | 1967  |      |
| Skulptur Madonna mit Kind                             | Stein, 16. Jahrhundert                       | in der Kapelle Notre-Dame-de-la-Délivrance (Lage) | PM88000159    | Classé       | 1967  |      |
| Fragment eines Retabels                               | Kalkstein, 16. Jahrhundert                   | in der Kirche St-Epvre (Lage)                     | PM88001304    | Inscrit      | 2007  |      |
| Skulptur Heiliger Nikolaus                            | Stein, farbig gefasst, 16. Jahrhundert       | in der Kirche St-Epvre (Lage)                     | PM88001305    | Inscrit      | 2007  |      |
| Skulptur Heiliger Aper                                | Kalkstein, 15. Jahrhundert                   | in der Kirche St-Epvre (Lage)                     | PM88001998    | Inscrit      | 2007  |      |